# Animetal
Gli Animetal sono stati un supergruppo heavy metal giapponese specializzato in cover di sigle di anime e telefilm giapponesi classici e moderni (come i classici Megaloman oppure Super sentai, dai quali poi sarebbero discesi i più conosciuti in Italia Power Rangers).

## Storia del gruppo
Contano tra le loro file alcuni tra i più noti artisti della scena metal giapponese, fra i quali Eizo Sakamoto (già membro degli Anthem, uno dei gruppi metal giapponesi più noti all'estero, fondatore ed ex-membro del JAM Project, nonché affermato artista solista), Syu (fondatore e chitarrista dei Galneryus, entrato negli Animetal a sostituire l'ex-chitarrista She-Ja, affermato virtuoso delle sei corde, ex-membro della leggendaria band Gargoyle), Katsuji Kirita (batterista dei Gargoyle) e, per un breve periodo, la nota cantante pop e attrice Mie (nei due album Animetal Lady). Altro membro degno di nota è il bassista Masaki (ex- Canta), che a partire dall'album Animetal Marathon IV s'è distinto per numerosi assoli e lead di vario tipo.
Dal 2006 il gruppo ha sospeso l'attività.. Dal 2009 Sakamoto è impegnato in un gruppo simile chiamato Eizo Japan.
Nel 2013 Eizo Sakamoto e She-Ja riformano gli Animetal sotto il soprannome Aisenshi (哀旋士); tale band è difatti il seguito del progetto Animetal. L'album di debutto, HEARTSTRINGS, esce il 5 giugno 2013, e tra gli ospiti partecipanti vedrà KAMIJO (Versailles, Lareine) ai cori.

## Discografia

### Album
- 1997 - Animetal Marathon
- 1998 - Animetal Marathon II
- 1998 - Animetal Lady Marathon
- 1998 - Animetal Marathon III
- 2001 - Animetal Marathon IV
- 2002 - Animetal Lady Marathon II
- 2003 - Animetal Marathon V
- 2004 - Animetal Marathon VI
- 2005 - Animetal Marathon VII

### Live
- 1999 - Complete First Live
- 1999 - Complete Last Live
- 2001 - Animetal ALIVE 2001

### EP
- 2004 - The Animetal -Re-birth Heroes-

### Raccolte
- 1998 - This is Japametal Marathon
- 1998 - Animetal No Besuto (The Best of Animetal)
- 2006 - Decade of Bravehearts
- 2011 - And Then... the Legend of Animetal ~ そして伝説へ・・・

## Formazione

### Ultima
- Eizo Sakamoto - voce
- Syu - chitarra
- Masaki - basso
- Katsuji - batteria

### Ex componenti
- Mie (Animetal Lady) - voce
- Shiija (She-Ja) - chitarra
- Yasuhiro Umesawa - batteria
- Shinki - batteria